# Osdorf (Großbeeren)
Koordinaten: 52° 24′ N, 13° 20′ O

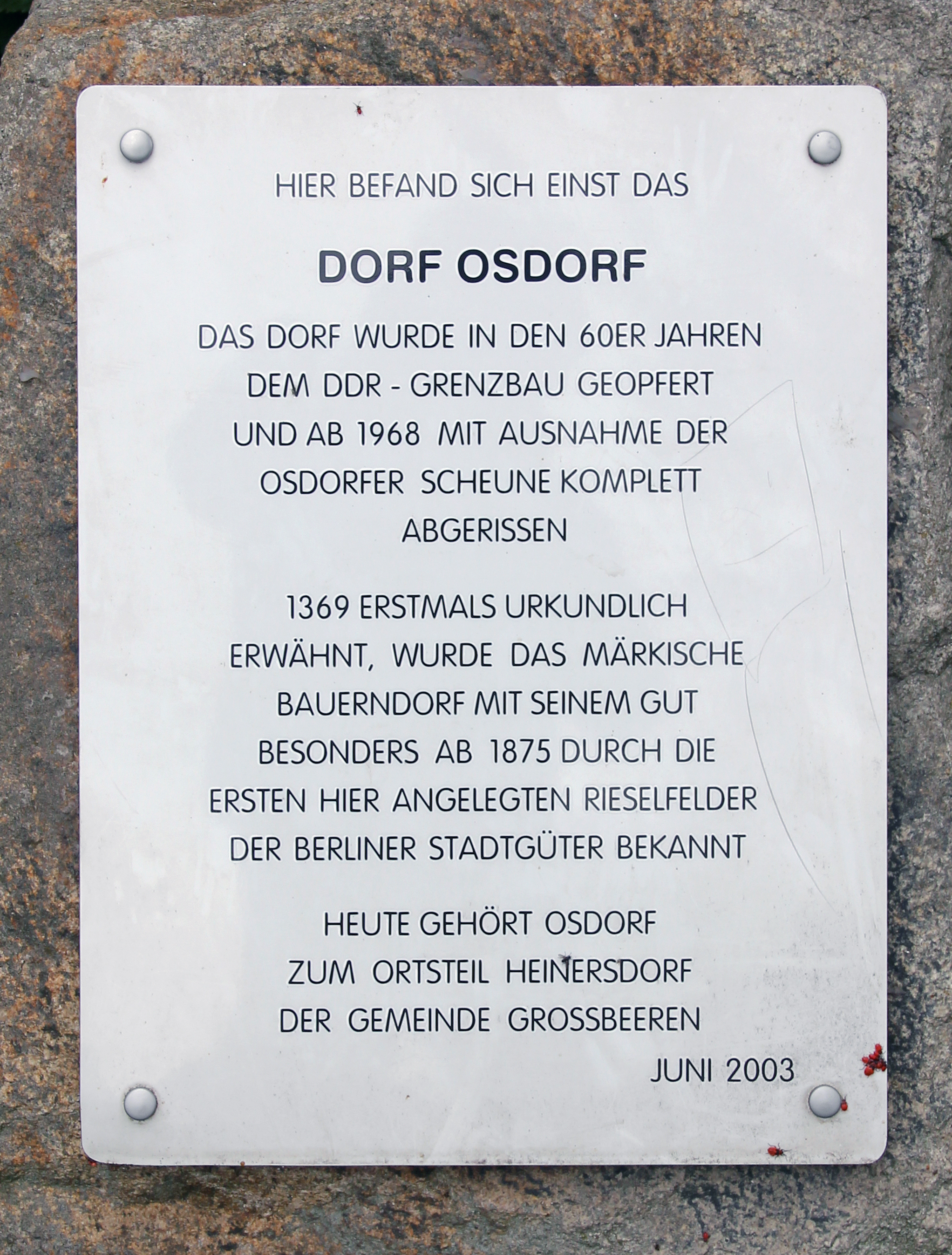
Gedenktafel, Osdorfer Straße 1, in Großbeeren

Osdorf war eine Gemeinde im Landkreis Teltow, später im Kreis Zossen und schließlich bis zur Gemeindeauflösung im Landkreis Teltow-Fläming. Zur Gemeinde Osdorf gehörten die bewohnten Ortsteile Birkholz, Birkenhain, Friederikenhof, Heinersdorf und Osdorf.

## Geschichte und Etymologie

### 14. bis 15. Jahrhundert
Osdorf – Dorf, das im Osten gelegen ist – entstand während der Besiedlung des Teltows in der ersten Hälfte des 13. Jahrhunderts. Die erste Erwähnung erfolgte in einer Lehnsurkunde des Markgrafen Otto von Brandenburg im Jahre 1369. Zusammen mit Britz werden beide als Lehen genannt und bestätigt. In dem auf Niederdeutsch abgefassten Dokument des Markgrafen wird die Schreibung Ostdorp gebraucht. Der Ort gehörte vor 1369 der Familie von Prützke zu Prützke bzw. zu Brandenburg. Sie hielten das Ober- und Untergericht. Im Landbuch Karls IV. von 1375 wird es Ostorpp und Ostorff genannt, mit 32 Hufen, darunter zwei Pfarrhufen und eine Kirchenhufe. Demzufolge muss es in Osdorf bereits eine Dorfkirche gegeben haben. Es gab im Ort weiterhin drei Kötter, jedoch keinen Krug. Der Ort wurde aufgeteilt: Die von Prützke hielten nur noch die Hälfte des Ober- und Untergerichts, behielten jedoch die Wagendienste sowie Zins und Pächte. Die andere Hälfte mit Gerichtsbarkeit sowie Wagendienste, Zins und Pächte ging vor 1369 an die Familie Britzke. Kurz darauf war der Ort im Jahr 1416 bereits wüst gefallen. Daran änderte sich auch über viele Jahrzehnte nichts, denn auch noch im Jahr 1473 wurde von dem „Wüsten Feld Osdorf“ berichtet. 1491 fiel der Prützkesche Anteil an die Familie von Bardeleben zu Satzkorn.

### 16. und 17. Jahrhundert
Im Jahr 1513 wurde der Familie von Bardeleben die wüste Feldmark Osdorf mit Ober- und Untergerichtsbarkeit sowie dem Kirchenpatronat erneut bestätigt. Sie verpfändeten teilweise ihren Besitz, zum Beispiel von 1544 bis 1605 an den Rat der Stadt Kölln über ihren Anteil an Lichterfelde und Osdorf, behielten von 1605 bis 1643 den Ort mit acht Hufen, um ihn von 1643 bis 1662 an die Familie von Kahlenberg mit ihrem halben Anteil an Lichterfelde sowie den acht Hufen erneut zu verleihen. 1541 erhielt der Pfarrer aus Britz den Dreißigsten aus der wüsten Feldmark Osdorf. Aus dem Jahr 1544 wurde erneut von vier Hufen auf der wüsten Feldmark Osdorf berichtet, die von zwei Personen aus Marienfelde genutzt wurde. 1662 kam der Anteil wiederverkaufsweise an die Familie Müller; 1665 pfandweise. Ein Jahr zuvor, war erneut von einer wüsten Feldmark die Rede, die offenbar mittlerweile fast vollständig bewaldet war. Die Dokumente berichten davon, dass Osdorf „fast ganz mit Fichten bewachsen“ war. 1692 kam Osdorf an die briefadelige Familie von Danckelmann zu Lichterfelde, zu Händen des Sylvester Jakob von Danckelmann (1640–1695), respektive zuvor dessen Bruder Daniel Ludolf (Ludwig) von Danckelmann. In dieser Zeit erschien erstmals ein Rittersitz mit 39 freien Ritterhufen, „Scheunen und Ställen“, Gerichtsbarkeit und Kirchenpatronat (1696). Die Danckelmann stifteten einen Familienfideikommiss hoben dieses ab 1709 nach Akten Grundbuchamtes Berlin-Lichterfelde ab wieder auf, um es als Allodgut frei verkäuflich zu halten.

### 18. und 19. Jahrhundert
Von 1709 bis 1733 hielt die Familie des Commissisarius Kunow zu Giesensdorf den Ort, danach bis 1738 die Familie des Hofraths Brandhorst und von dort bis 1746 an die 1703 geadelte Familie von Kraut, an den Leutnant Andreas Karl von Kraut. Sie gab den Ort für vier Jahre an die Familie Buder weiter, die ihn bis 1787 an eine Familie Lüdersdorf weiterreichte. Von dort gelangte sie 1787 bis 1802 in den Besitz der Familie von Hake. In dieser Zeit wurde im Jahr 1801 erstmals ein Vorwerk mit fünf Einliegern erwähnt; ein Jahr zuvor wurde er nach Marienfelde eingekircht. Der Ort war mittlerweile 42 Hufen groß; es gab jedoch nur vier Feuerstellen (= Haushalte). Die von Hake, vormals vertreten durch Georg Friedrich Wilhelm von Hake (1725–1786), auf Heinersdorf, gaben Osdorf zunächst bis 1817 an die Freifrau von Witten weiter, als Vorwerk. Bis zu seinem Tod 1831 war der Ritterschaftsrat und Johanniterritter Leopold Baron (Freiherr) von Witten Erb- und Gerichtsherr auf Osdorf. Der Gutsherr war verheiratet, die Tochter Emilie Henriette Luise ehelichte den Johanniterritter und Major Otto Freiherr von Buddenbrock (1802–1867). Schon vor dieser Zeit wurde Osdorf bis 1894 von Britz aus seelsorgerisch betreut. Es folgte 1836 und 1840 die Familie von Winning, die 1840 mit Hauptmann Heinrich von Winning (1800–1866), jüngster Sohn des späteren Generalmajors Karl von Winning, einen Vertreter zum Huldigungsfest des neuen preußischen Königs nach Berlin entsandte. In den Jahren 1851 und 1864 wurde die Familie Beer bestätigt. Karl Beer-Osdorf hatte 1837 die jüngste Schwester des Vorbesitzers, Christiane von Winning (1798–1863) geheiratet und trat dadurch die Gutsnachfolge an. Zwischenzeitlich waren 1844 und 1864 auch eine Familie Kiepert zu Marienfelde über 150 Morgen Land an Osdorf beteiligt. 1858 gab es einen Gutseigentümer, der 20 Knechte und Mägde beschäftigte. Außerdem arbeiteten 25 Tagelöhner und fünf Bediente im Ort. Es gab lediglich eine Besitzung (das Rittergut) mit 1858 Morgen; allerdings auch drei Personen, die als „Arme“ bezeichnet wurden. 1860 gab es im Gut sieben Wohn- und acht Wirtschaftsgebäude, darunter eine Brennerei. Das Rittergut Osdorf war nach mehrmaligem Eigentümerwechsel seit 1875 ein Stadtgut von Berlin. Seine Flächen wurden zur Verrieselung von Abwässern der Hauptstadt genutzt. Nach dem erstmals amtlich publizierten Generaladressbuch der Rittergutsbesitzer der Provinz Brandenburg umfasste dies gesamt 468,44 Hektar. Davon waren 25,98 Hektar Waldbesitz. Im Jahr 1880 wurde der zuvor selbstständige Gutsbezirk Friederikenhof zum Ausbau Friederikenhof. Daneben gehörten seit 1881 das Rittergut Heinersdorf sowie der Wohnplatz Ausbau Heinersdorfer Baracken zu Osdorf. 1894 erfolgte die Einkirchung nach Heinersdorf.

### 20. und 21. Jahrhundert
Im Jahr 1900 gab es in Osdorf 24 Häuser; der Bestand wuchs auf 35 Wohnhäuser im Jahr 1931 an. Im Jahr 1928 wurde der Gutsbezirk Osdorf in eine Gemeinde umgewandelt. Eine Exklave am Teltowkanal mit zehn Hektar Fläche kam zur Gemeinde Kleinmachnow, eine weitere Exklave von drei Hektar der Gemeinde Nudow sowie 25 Hektar des Gutsbezirks Diedersdorf mit Birkholz wurde nach Osdorf eingemeindet. 1932 bestanden somit neben der Gemeinde die Wohnplätze Birkholz, Friederikenhof und Heinersdorf. Im Jahr 1939 gab es einen land- und forstwirtschaftlichen Betrieb mit mehr als 100 Hektar, einen weiteren zwischen 20 und 100 Hektar, zwei zwischen zehn und 20 Hektar sowie zwei von fünf bis zehn Hektar. Acht weitere Betriebe hatten weniger als fünf Hektar Fläche zur Verfügung. Nach dem Zweiten Weltkrieg wurden 118 Hektar enteignet und 115 Hektar aufgeteilt. Zwei Bauern erhielten zusammen zehn Hektar, 18 Betriebe zusammen 100 Hektar sowie ein Altbauer zusätzliche fünf Hektar Land.
1950 kam zu Osdorf der Wohnplatz Birkenhain hinzu. Am 25. Juli 1952 wechselte die Gemeinde Osdorf in den damals neuen Kreis Zossen, der am 6. Dezember 1993 im Landkreis Teltow-Fläming aufging. 1953 zog die Gemeindeverwaltung vom Ortsteil Osdorf in den Ortsteil Heinersdorf. 1957 gab es die Gemeinde Osdorf sowie die Ortsteile Birkenhain, Birkholz, Friederikenhof und Heinersdorf. 1958 gründete sich eine LPG vom Typ I in Birkenhain. Sie hatte zunächst zehn Mitglieder und bewirtschaftete 120 Hektar landwirtschaftliche Nutzfläche. Außerdem gab es ein VEG. Die LPG wandelte sich 1960 zu einer LPG Typ III, die 1961 bereits elf Mitglieder und 171 Hektar Fläche besaß. Eine weitere LPG Typ I hatte acht Mitglieder und 35 Hektar Fläche, die sich 1969 mit der LPG in Birkenhain zusammenschloss.
1968 wurde der nahe der Grenze der DDR zu West-Berlin gelegene Ortsteil Osdorf mitsamt den Gutsgebäuden, von denen lediglich eine Scheune erhalten geblieben ist, im Zuge von Grenzsicherungsmaßnahmen der DDR abgerissen. Die rund 150 Bewohner wurden umgesiedelt, zum Teil in das nahegelegene Heinersdorf. Dennoch behielt die Gemeinde den Namen bis zu ihrer Eingliederung in die Gemeinde Großbeeren am 31. Dezember 1999. 2000 wurde der nunmehrige Großbeerener Ortsteil Osdorf in Heinersdorf umbenannt. 1972 kam es zum Zusammenfluss der LPG mit der LPG in Kleinbeeren zur LPG Mahlow-Kleinbeeren. 1973 bestand auf der Gemarkung das VEG Genshagen mit den Betriebsteilen Friederikenhof, Birkholz und Heinersdorf.
Die Osdorfer Feldflur gehört zum 1998 eingerichteten Landschaftsschutzgebiet Diedersdorfer Heide und Großbeerener Graben.

## Bevölkerungsentwicklung
| Jahr      | 1772 | 1801 | 1817 | 1840 | 1858 | 1895 | 1925                              | 1939 | 1946 | 1964 | 1971 |
| Einwohner | 22   | 28   | 25   | 46   | 112  | 303  | 161 + 53 (Heinersdorfer Baracken) | 562  | 620  | 506  | 591  |